# Peng Shuai
Peng Shuai er et kinesisk navn; efternavnet/familienavnet er Peng.
Peng Shuai (simplificeret kinesisk: 彭帅, traditionel kinesisk: 彭帥, pinyin: Péng Shuài, født 8. januar 1986 i Hunan, Kina) er en professionel tennisspiller fra Kina.